# Otto Ley
Otto Ley (Neurenberg, 30 september 1903 - 29 oktober 1977) was een Duits motorcoureur.

## Loopbaan
Otto Ley werd bij de Triumph Werke Nürnberg opgeleid tot gereedschapmaker. Daarna werkte hij bij de inrij-afdeling. Op de cementbaan aan de Reichelsdorfer Keller racete hij voor het eerst met een TWN met een JAP motor. Met een standaard TWN-tweetaktmotor won hij een aantal betrouwbaarheidsritten en heuvelklimwedstrijden. Daarna kocht hij een JAP-inbouwmotor, de sterkste uit die tijd, een 1.000 cc OHC V-twin die 50 pk leverde. 
Hij werd fabriekscoureur voor TWN, samen met Toni Fleischmann (de oudere broer van Heiner Fleischmann). In 1930 werd Otto Ley baankampioen van Duitsland in de 350cc klasse. In 1931 werd hij Duits baankampioen in de 1.000cc klasse en Heuvelklimkampioen in de 350cc klasse. In 1931 en 1932 gebruikte hij 1.000cc JAP motoren met koningsassen en 350cc MAG motoren. Ook in 1932 werd hij heuvelklimkampioen en tweede in het Duits wegracekampioenschap tot 350cc. In totaal werd hij zes keer Duits kampioen. 
In 1932 stopte men bij TWN met de eigen renstal. Otto Ley kocht een Norton en ging daarmee in 1932 en 1933 verder als privérijder. In 1934 stapte hij over op een DKW en in 1935 ging hij bij BMW rijden. In 1936 versloegen Ley en Karl Gall voor het eerst de snelle Nortons bij de Grand Prix van Zweden. In 1937 lukte dat op de Sachsenring nog eens, maar pas nadat Jimmie Guthrie daar verongelukt was. Hierna beëindigde Otto Ley zijn racecarrière. Hij werd in de BMW-stal opgevolgd door Schorsch Meier. 